# ニンジン料理の一覧

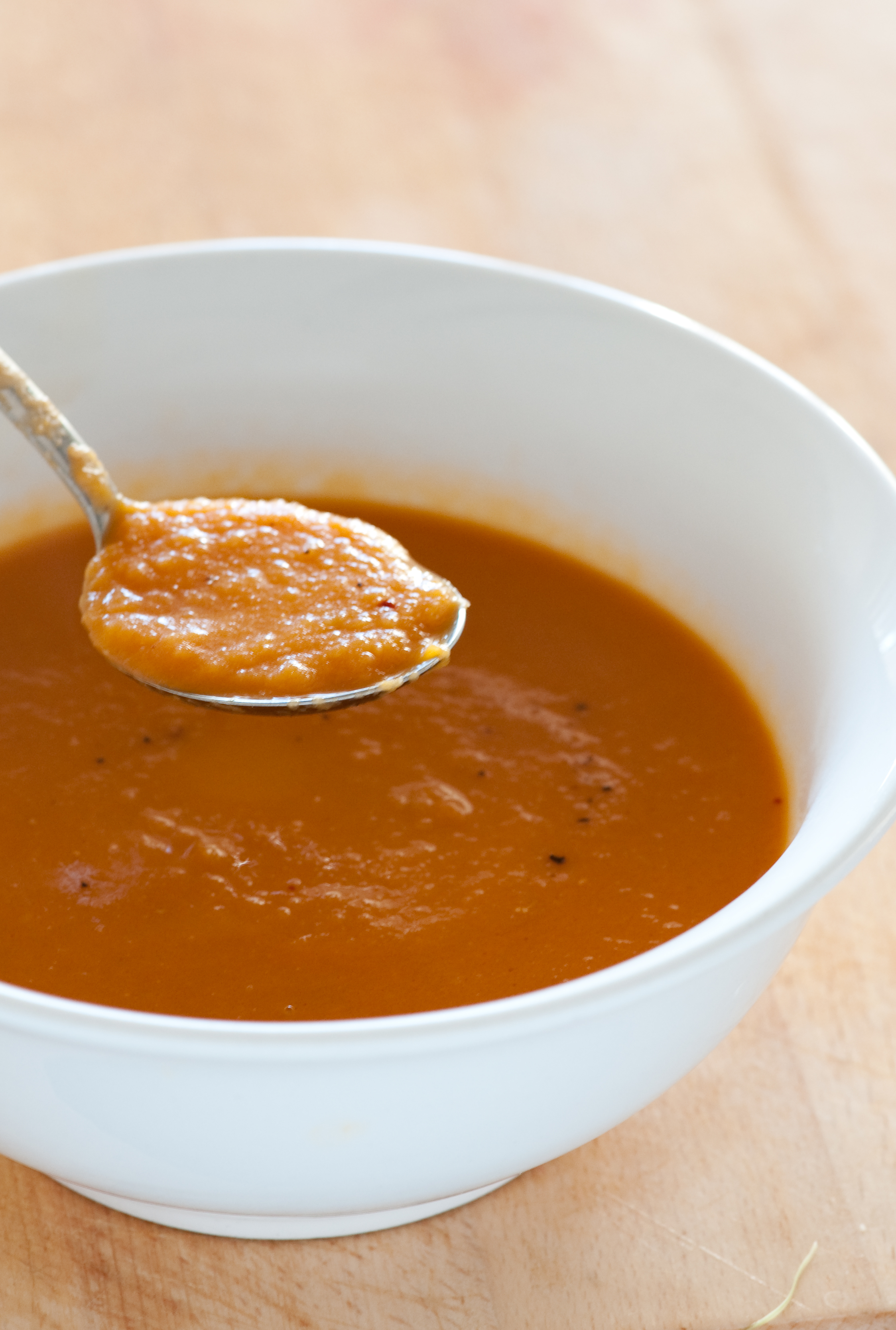
ニンジンスープ

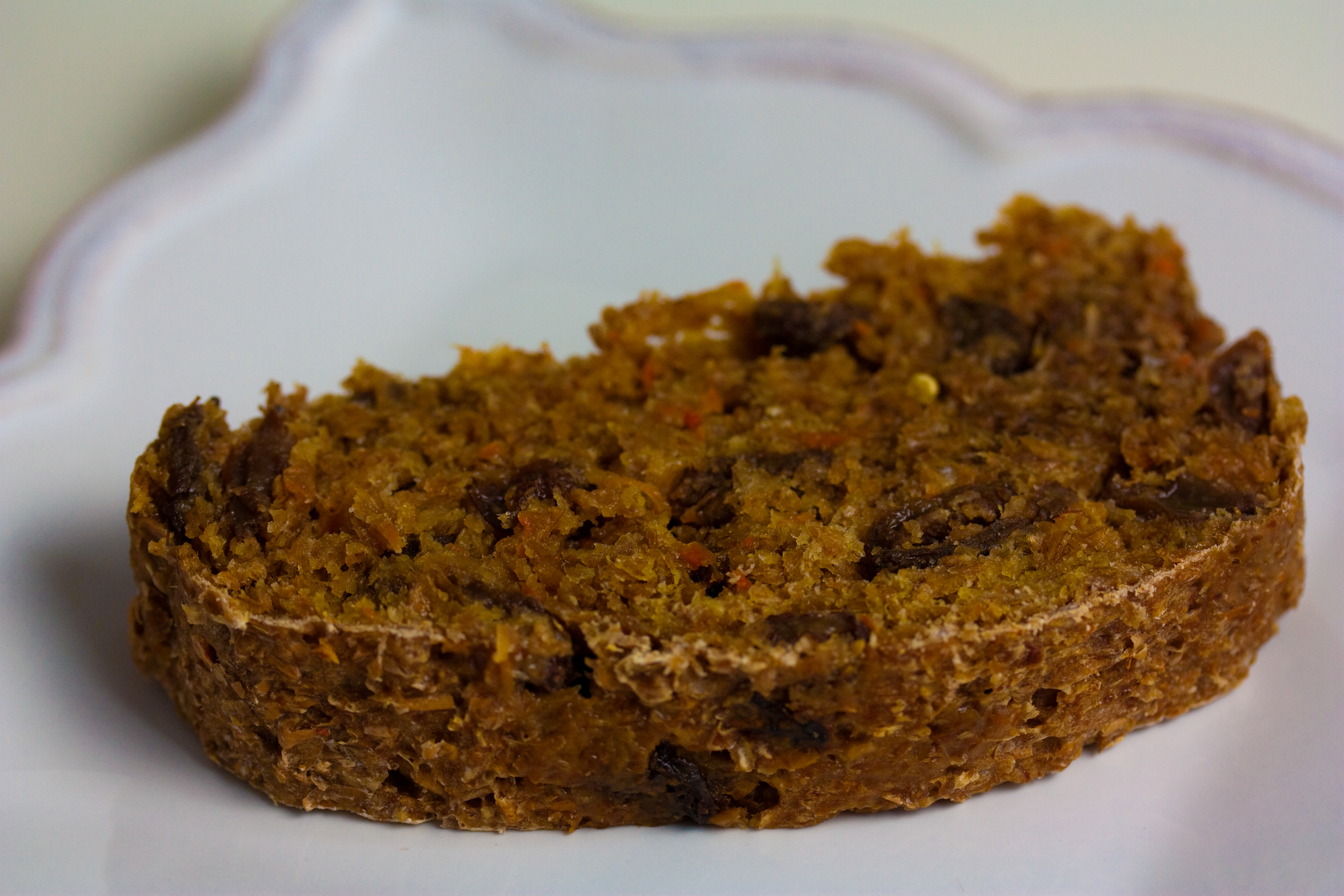
にんじんとレーズンを使ったビーガン用ニンジンパン

本稿では、ニンジンを主成分とする、ニンジン料理の一覧を掲載する。ニンジンとは根菜の一種であり、赤紫、白、黄色の外観を呈する品種が存在するものの、通常は橙色を呈する。

## ニンジン料理の一覧
- アピオ
- ニンジンパン：ニンジンを主成分とするパン、あるいは速成パン。
- キャロットケーキ
- キャロットケーキクッキー
- ニンジンチップス：薄切りのニンジンを油で揚げたり乾燥させたりして作る。
- ニンジンジュース：濃縮されたニンジンの独特な甘みがあり、健康飲料としてよく飲まれる。
- ニンジンプリン
- ニンジンサラダ：調理法には地域差があるが、細かく刻まれたニンジンがよく使われる。にんじん千切りサラダは、他の料理のトッピングとしても使われることがある。
- 海のニンジン：未だ全貌は不明であるものの、塩辛いニンジンを乾燥させた、17世紀初頭の船乗りたちの間で食されたとされる料理。
- マルコフチャ
- ニンジンスープ：スープの味付けは、クリームを主とする調理法と出汁を主とする調理法が存在する。
- ジェゼルイェ：ニンジンで作られたゼラチン状の菓子。
- 菜頭粿
- ガジャルハルワ：インド亜大陸で作られるニンジンのプリン。[1]
- グレーズドキャロット[2]
- ヒュッツポット：オランダ料理における料理の付け合わせとして用いられる茹で野菜の料理。
- 金平：ゴボウやニンジンなどの根菜を主たる材料とする日本料理。
- マッシュキャロット：通常、肉や野菜の付け合わせとして出される。
- ポルッカナラーティッコ
- ツィメス

にんじん料理
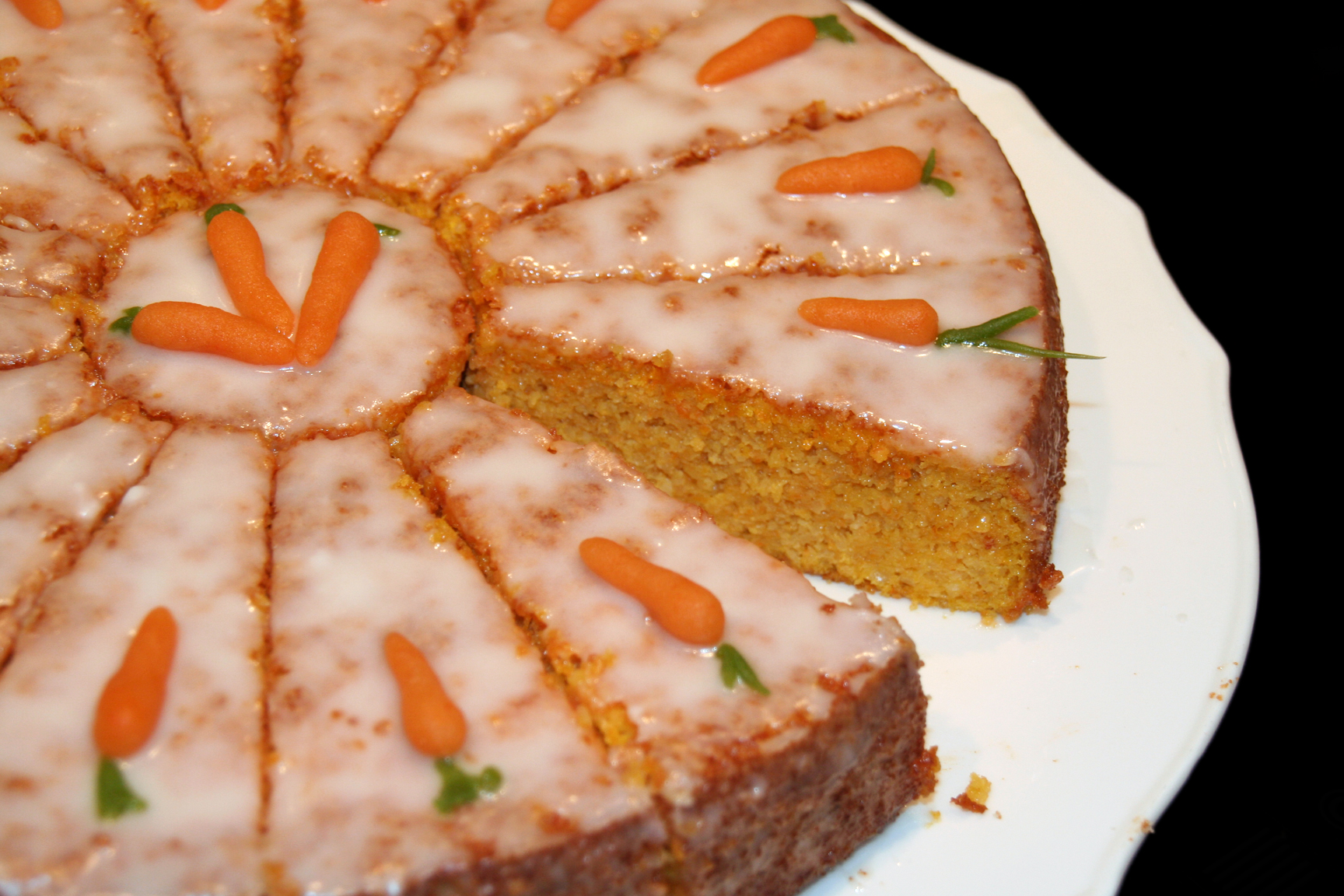
キャロットケーキ
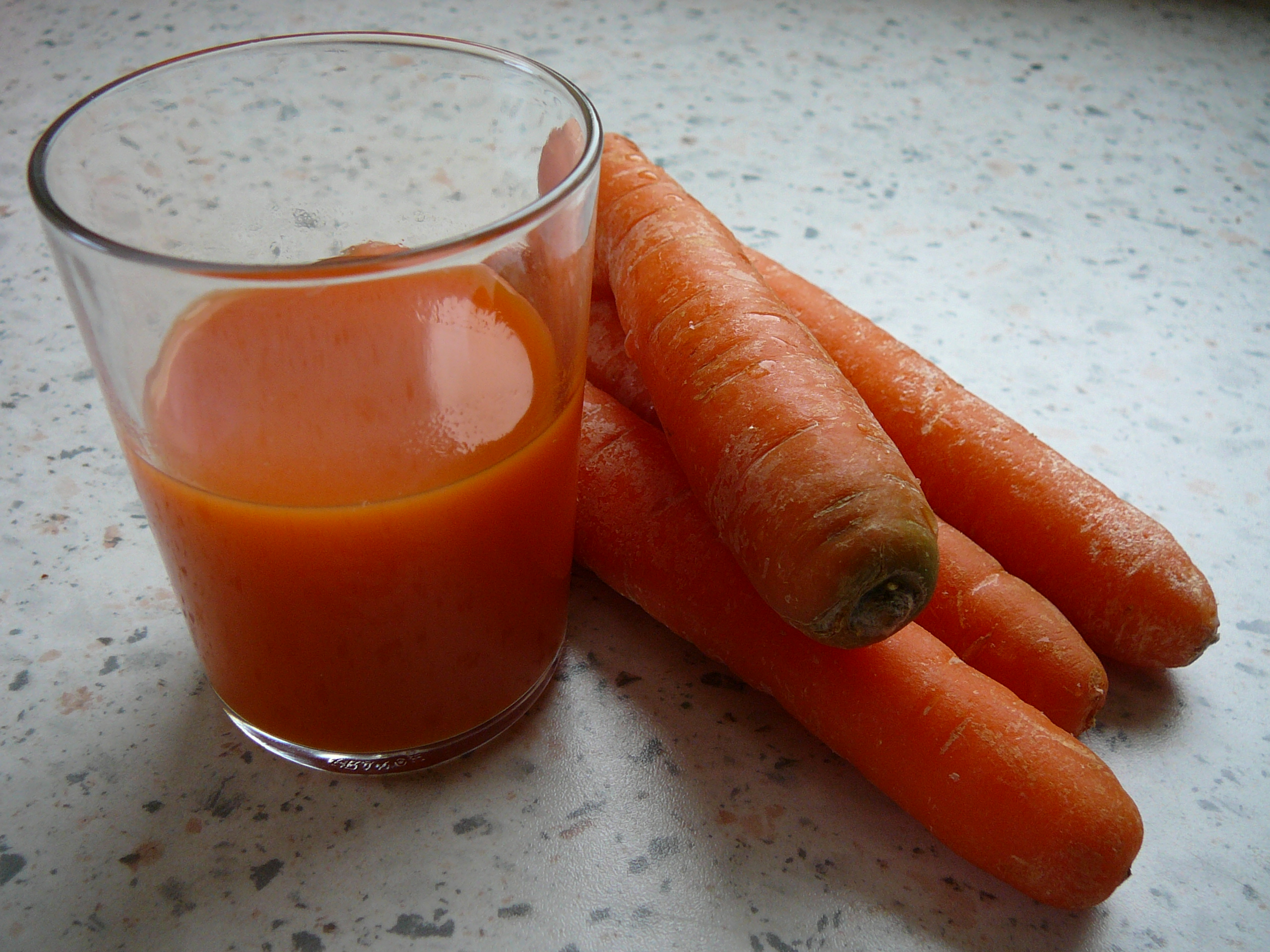
ニンジンジュースとニンジン
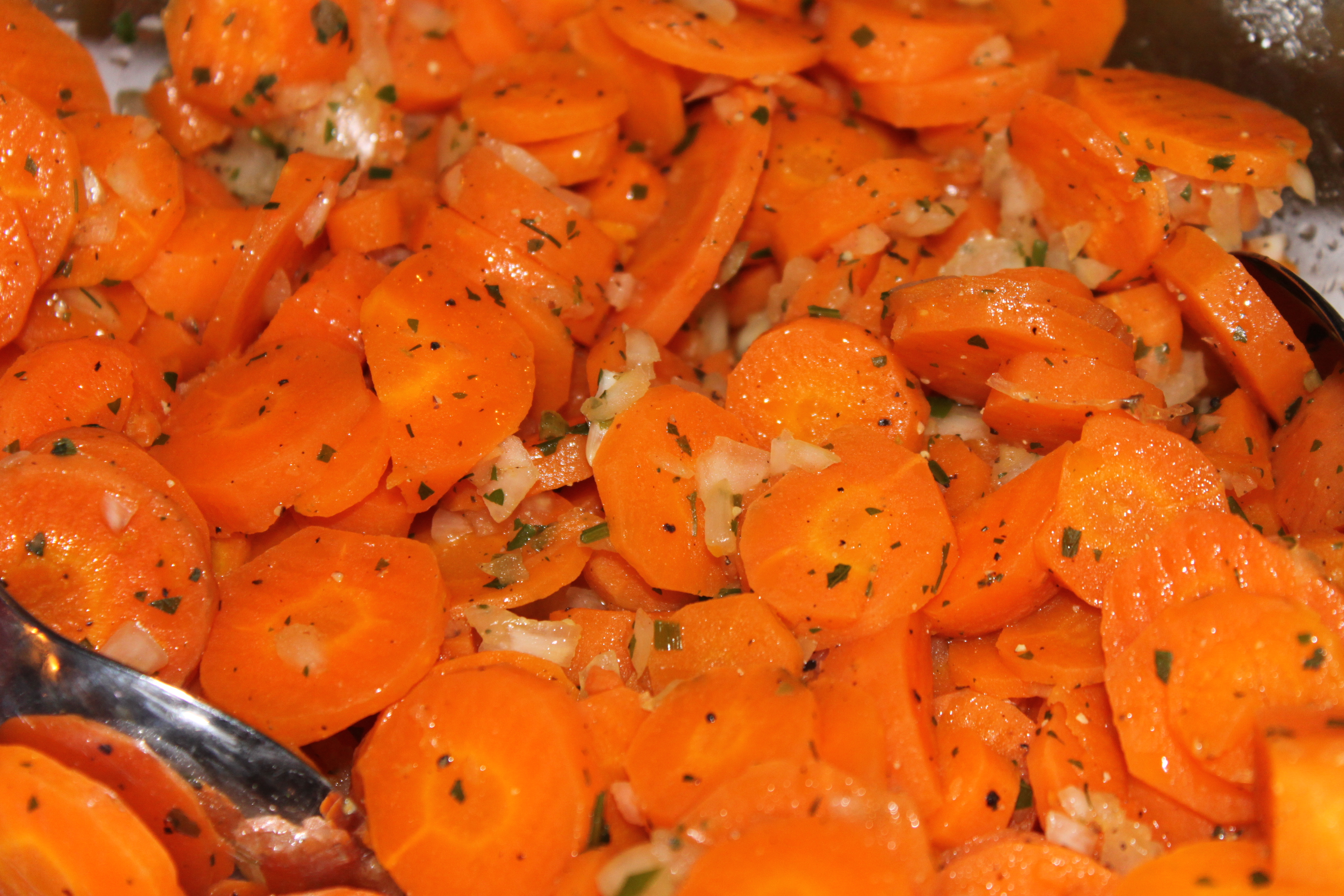
ニンジンサラダをクローズアップした写真